# Barasabor
Barasabor ou Barsaborsos foi um oficial sassânida do final do século III, ativo durante o reinado do xá sassânida Narses I (r. 293–302). Segundo Pedro, o Patrício, foi um dos dois oficiais enviados pelo rei para negociar a Paz de Nísibis (297/299) com o emissário romano Sicório Probo. Segundo o relato, Barasabor ocupava a posição de ascapetes, o que foi entendido pelo iranólogos como uma tradução do título sassânida de argapetes. Seu nome é apresentado em sua forma helenizada, e os estudiosos consideram que a forma persa seria *Burz-Shābuhr.
Barasabor pode talvez ser identificado com o argapetes Sapor que é conhecido da inscrição bilíngue de Paiculi. Nela, seu nome e seu título aparecem em segundo lugar, depois dos nomes dos membros da realeza e antes dos altos títulos de vitaxa (vice-rei) e azarapates (comandante da guarda). Um texto copta maniqueísta recentemente publicado menciona certo hiparco Sapores, que teria servido até a morte de Narses em 302. Essa evidência pode indicar que todos estas personagens são, na verdade, a mesma pessoa.